# Nebrioporus fabressei
Nebrioporus fabressei är en skalbaggsart som först beskrevs av Régimbart 1901.  Nebrioporus fabressei ingår i släktet Nebrioporus och familjen dykare. Inga underarter finns listade i Catalogue of Life.